# После (серия фильмов)
«После» (англ. After) — серия фильмов, которая состоит из американских романтических драм, основанных на романах «После», автором которых является Анной Тодд. Сюжет сосредоточен вокруг положительных и отрицательных переживаний романтических отношений молодой пары: Тессой и Хардином. В ходе ухаживаний влюблённые преодолевают различные разногласия, укрепляя планы совместного построения будущего. 18 октября в мире и 1 ноября 2024 года в России в кинотеатрах и на Prime video выходит документальный фильм По ту сторону После или After. Только фанатам о создании книг и франшизы о романе.
Хотя все фильмы серии были встречены негативными отзывами критиков, они завоевали умеренную популярность, а первый фильм хорошо зарекомендовал себя в финансовом плане. Денежный успех привел к тому, что связанные производственные студии дали зеленый свет производству нескольких продолжений одновременно.
Серия насчитывает пять фильмов.

## Фильмы

### После (2019)
Тесса гордится тем, что является опытной преданной ученицей и ответственной дочерью, и всегда была верной подругой своему парню из старшей школы. Однако, когда она отправляется в колледж, все это ставится под сомнение, когда она встречает задумчивого и загадочного парня по имени Хардин. Через насыщенную событиями серию романтических встреч Тесса задается вопросом, во что она верила, о своем характере и о том, чего она хотела в своем будущем.

### После. Глава 2 (2020)
После страстного начала их отношений Тесса и Хардин пережили бурные разногласия и череду ухаживаний. Несмотря на это, пара неоднократно возвращается друг к другу, полагая, что их любовь помогла им найти путь к построению прочных отношений. Хотя Хардин может быть злым, Тессу тянет к нему. Хардин изо всех сил пытается справиться со своим темным семейным прошлым и справиться со своим гневом. Когда его жизненный опыт становится очевидным, Тесса задается вопросом об их совместном будущем. Когда она разбивает свою машину после ссоры, Хардин начинает верить, что принесет ей только вред.

### После. Глава 3 (2021)
Когда отсутствующий отец-алкоголик Тессы снова входит в ее жизнь, она и Хардин пытаются наладить с ним отношения. Поскольку Тесса планирует уехать в поисках работы, отношения пары снова обостряются. По мере того, как они расходятся, они начинают исследовать романтические интересы в других людях, при этом завидуя потенциальным женихам друг друга. Хотя они рассматривают другие варианты, в конце концов они примиряются. Когда они решают снова быть вместе, откровения об истинной семье Хардина приводят пару к новому приключению.

### Будущее
В апреле 2021 года было объявлено, что в разработке находятся две дополнительные инсталляции из серии «После». И приквел, и шестую часть планировалось снимать последовательно, начиная с осени 2021 года. Сценаристом и режиссером фильмов должна была быть Кастиль Лэндон. В июне того же года режиссер заявила, что продолжит работу над серией фильмов после того, как сначала завершит основную фотосъемку оригинального сценария, основанного на истории любви ММА.
Создатели франшизы Voltage Pictures сообщили в 2023 году, что фильм «После. Навсегда» является последним фильмом. Разработка фильмов «До» и «Будущее о детях» не проводится.

#### До
В 2021 году Кастиль Лэндон сообщила о фильмах До и Будущем фильме о их детях. Разработка фильмов «До» и «Будущий фильм о их детях» не проводится. Создатели франшизы Voltage Pictures сообщили в 2023 году, что фильм «После. Навсегда» является последним фильм. Разработка фильмов «До» и «После. Глава 6» не проводится. Основанный на одноименной новелле, сюжет будет вращаться вокруг жизни Хардина Скотта до того, как он встретил Тессу Янг. В проекте будет подробно описан «большой разговор» с более развернутым сюжетом, включающим травму персонажа и семейную жизнь. Поскольку в фильме персонаж будет изображен в более молодом возрасте, Хиро Файнс-Тиффин не будет повторять эту роль.

#### Будущее о детях
В 2021 году Кастиль Лэндон сообщила о фильмах До и Будущем фильме о их детях. Разработка фильмов «До» и «Будущий фильм о их детях» не проводится. Вдохновленный деталями эпилога четвёртого фильма, сюжет будет сосредоточен вокруг следующего поколения семьи Скотт. Главными героями фильма станут Эмери и Оден Скотт, а также их двоюродная сестра Эдди. Хардин и Тесса появятся в сюжете, хотя и в качестве второстепенных персонажей, таких как родители Эмери и Одена. Сценарист и режиссер Лэндон сообщила, что фильм будет исследовать «несущие на себе грехи родителей, герои будут пытаться вырваться из этого». Хотя в этой истории будет меньше исходного материала, чем в предыдущих адаптациях, режиссер заявил, что она «останется правдивой» по отношению к прошлым инсталляциям.

### После. Долго и счастливо (2022)
Несмотря на то, что у них было множество трудностей на протяжении их отношений, Тесса и Хардин обнаруживают, что их любовь только крепнет. Когда они обнаруживают, что у них обоих есть секреты относительно своих семей и воспитания, они понимают, что они не такие уж разные, как думали изначально. Время, проведенное вместе, уравновесило каждую из их сильных и слабых сторон; Тесса больше не простая хорошая девочка, а Хардин преодолел свою жестокую суровую внешность. Несмотря на это, они продолжают преодолевать свои новые различия, решив вместе создать семью.

### После. Навсегда (2023)
Это последний фильм франшизы, как сообщило руководство продюсерской компании «Напряжение» (Voltage Pictures). В августе 2022 года было объявлено о завершении производства секретного продолжения серии. Хотя никаких подробностей не разглашается, было заявлено, что название фильма и основные съемки были недавно завершены. Джозефин Лэнгфорд и Хиро Файнс-Тиффин вновь сыграют свои роли Тессы Янг и Хардина Скотта соответственно. Фильм снимался в Португалии в 2022 году и также в нем использовали кадры, снятые режиссером Кастиль Лэндон в 2020 году в Болгарии во время съемок третьего и четвертого фильмов франшизы «После». Продюсер Дженнифер Гибгот сообщила в 2023 году, что в создании сценария пятого фильма участвовали режиссер Кастиль Лэндон и актеры фильма: Джозефин Лэнгфорд и Хиро Файнс-Тиффин. История из книги о Хардине до встречи с Тессой частично вошла в После. Навсегда.
Фильм рассказывает о времени после расставания Хардина и Тессы, о жизни вдали друг от друга, об их встрече на свадьбе Лэндона с Норой и других различных событиях в жизни Хардина и Тессы по отдельности и вместе.
Хардин разговаривает со своими родителями и изо всех сил пытается забыть Тессу, когда он приступает к написанию своей следующей книги.
Хардин убит горем из-за того, что Тесса хочет двигаться дальше и не быть с ним, в то время как Хардин хочет быть с ней. Тесса говорит Хардину двигаться дальше. Далее Хардин едет в Лиссабон, Португалию, чтобы просить Натали простить его за все, что он с ней сделал раньше. Когда он сталкивается лицом к лицу с Натали, она хочет, чтобы он ушел. Позже Хардин встречает Себастьяна (друга Натали), который ненавидит Хардина. Будут ли после этих ситуаций Хардин и Тэсса вместе — остаётся загадкой

## В ролях

### После (2019)
| Актёр              | Роль           |
| ------------------ | -------------- |
| Джозефин Лэнгфорд  | Тесса Янг      |
| Хиро Файнс-Тиффин  | Хардин Скотт   |
| Шэйн Пол Макги     | Лэндон Гибсон  |
| Сэмюэл Ларсен      | Зэд Эванс      |
| Хадиджа Ред Тандер | Стэф Джонс     |
| Свен Теммел        | Джейс          |
| Инанна Саркис      | Молли Сэмюэлс  |
| Питер Галлахер     | Кен Скотт      |
| Дженнифер Билз     | Карен Скотт    |
| Пиа Миа            | Тристан        |
| Мэдоу Уильямс      | Профессор Сото |
| Дилан Арнольд      | Ной Портер     |
| Сельма Блэр        | Кэрол Янг      |

### После. Глава 2 (2020)
- Джозефин Лэнгфорд — Тесса Янг
- Хиро Файнс-Тиффин — Хардин Скотт
  - Джон Джексон Хантер — маленький Хардин
- Дилан Спраус — Тревор Мэттьюс
- Чарли Уэбер — Кристиан Вэнс
- Кэндис Кинг — Кимберли Вэнс
- Луиза Ломбард — Триш Дэниэлс
- Роб Эстес — Кен Скотт
- Карима Уэстбрук — Карен Скотт
- Макс Роган — Смит Вэнс
- Шэйн Пол Макги — Лэндон Гибсон
- Сэмюэл Ларсен — Зэд Эванс
- Хадиджа Ред Тандер — Стэф Джонс
- Пиа Миа — Тристан
- Инанна Саркис — Молли Сэмюэлс
- Дилан Арнольд — Ной Портер
- Стефан Роллинз — Ричард Янг

### После. Глава 3 (2021)
- Хиро Файнс-Тиффин — Хардин Скотт
- Джозефин Лэнгфорд — Тесса Янг
- Ариэль Кеббел — Кимберли
- Мира Сорвино — Кэрол Янг
- Стивен Мойер — Кристиан Вэнс
- Луиза Ломбард — Триш Дэниелс
- Чанс Пердомо — Лэндон
- Роб Эстес — Кен Скотт
- Картер Дженкинс — Роберт
- Киана Мадейра — Нора
- Фрэнсис Тернер — Карен

### После. Долго и счастливо (2022)
- Хиро Файнс-Тиффин — Хардин Скотт
- Джозефин Лэнгфорд — Тесса Янг
- Луиза Ломбард — Триш Дэниелс
- Картер Дженкинс — Роберт
- Роб Эстес — Кен Скотт
- Чанс Пердомо — Лэндон
- Мира Сорвино — Кэрол Янг
- Ариэль Кеббел — Кимберли
- Стивен Мойер — Вэнс
- Фрэнсис Тернер — Карен
- Киана Мадейра — Нора
- Антон Коттас — Смит
- Райан Ол — Джо
- Тосин Томпсон — Джанин

### После. Навсегда (2023)
- Хиро Файнс-Тиффин — Хардин Скотт
- Джозефин Лэнгфорд — Тесса Янг
- Луиза Ломбард — Триш Дэниэлс
- Стивен Мойер — Кристиан Вэнс
- Мими Кин — Натали
- Бенджамин Масколо — Себастьян
- Ченс Пердомо — Лэндон
- Картер Дженкинс — Роберт
- Киана Мадейра — Нора
- Антон Коттас — Смит Вэнс
- Ая Иванова — Эмири
- Франклин Кендрик — маленький Хардин
- Кора Кирк — Фрейя
- Джессика Веббер — Мэдди

## Приём

### Кассовые сборы
| Фильм                    | Общемировые кассовые сборы | Общемировые кассовые сборы | Общемировые кассовые сборы | Место по сборам    | Место по сборам | Продажи на видео | Кассовые сборы | Бюджет       | Кассовые сборы (без США и Канады) | Источник      |
| Фильм                    | Северная Америка           | Другие территории          | Мировые                    | В Северной Америке | Мировые         | Северная Америка | Кассовые сборы | Бюджет       | Кассовые сборы (без США и Канады) | Источник      |
| ------------------------ | -------------------------- | -------------------------- | -------------------------- | ------------------ | --------------- | ---------------- | -------------- | ------------ | --------------------------------- | ------------- |
| После                    | $12,138,565                | $57,359,022                | $69,497,587                | #4,820             | #1,984          | $1,380,594       | >$69,497,587   | $14,000,000  | $56,878,181                       | [ 19 ] [ 20 ] |
| После. Глава 2           | $2,386,483                 | $45,603,931                | $47,990,414                | #7,457             | #2,142          | —                | >$47,990,414   | $14,000,000  | >$33,990,414                      | [ 21 ] [ 22 ] |
| После. Глава 3           | $2,170,750                 | $19,582,955                | $21,753,705                | #7,587             | #3,539          | —                | >$21,753,705   | $14,000,000  | >$7,569,146                       | [ 23 ] [ 24 ] |
| После. Долго и счастливо | $1,072,750                 | $18,165,323                | $19,238,073                | #8,717             | #4,469          | —                | >$19,238,073   | —            | ≤$11,566,937                      | [ 25 ] [ 26 ] |
| После. Навсегда          | —                          | $10,641,434                | $10,641,434                |                    |                 | —                | >$10,628,992   | —            |                                   | [ 27 ]        |
| Итог                     | $17,768,548                | $151,168,106               | $168,936,654               | #7,145             | #3,034          | >$1,380,594      | >$168,924,212  | >$47,000,000 | ≤$110,004,678                     |               |

### Критический приём
| Фильм                    | Rotten Tomatoes                           | Metacritic          | CinemaScore |
| ------------------------ | ----------------------------------------- | ------------------- | ----------- |
| После                    | 18 % (38 рецензий)                        | 30/100 (8 рецензий) | B           |
| После. Глава 2           | 13 % (15 рецензий)                        | 14/100 (4 рецензий) | —           |
| После. Глава 3           | 0 % (11 рецензий)                         | 28/100 (3 рецензии) | —           |
| После. Долго и счастливо | 0 % (5 рецензий)                          | 0/100 (1 рецензия)  | —           |
| После. Навсегда          | —(не хватает количества оценок, рецензий) |                     | —           |